# Kim Ok-sim
Kim Ok-sim (2 de julho de 1987) é uma futebolista norte-coreana que atua como atacante.

## Carreira
Kim Ok-sim integrou o elenco da Seleção Norte-Coreana de Futebol Feminino, nas Olimpíadas de 2008. 